# Estação do Vaticano

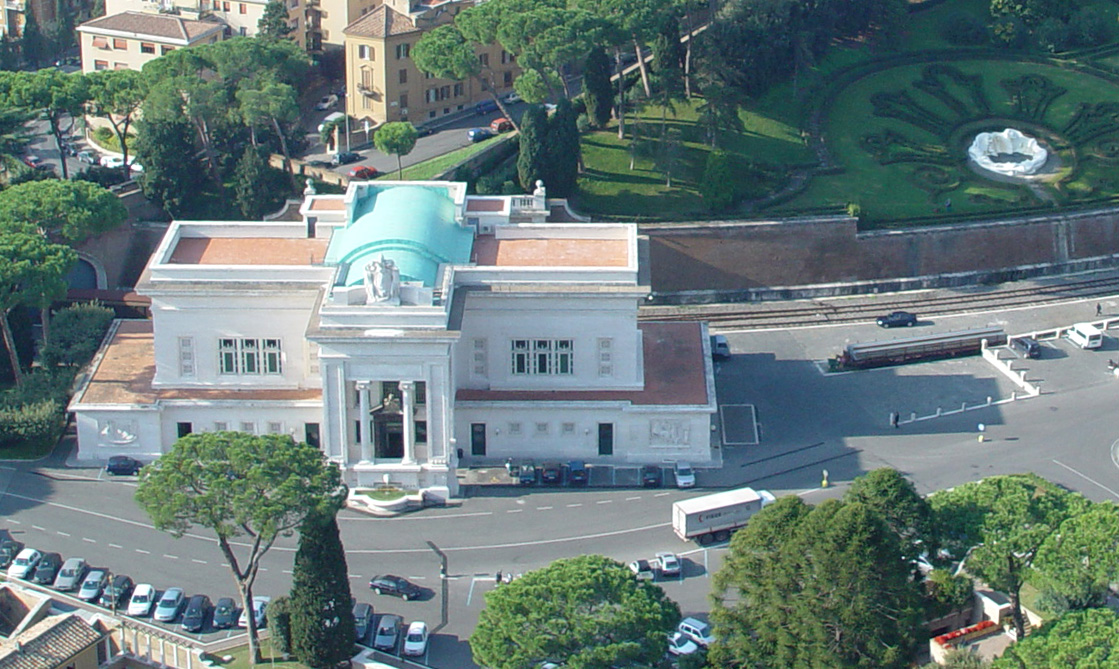
Estação de trem do Vaticano, capturada em novembro de 2003 a partir da cúpula da Basílica de São Pedro

A Estação do Vaticano (Stazione Vaticana) é a única estação ferroviária que serve a ferrovia do Vaticano. É também a estação terminal da linha, que se conecta também com a Estação Roma San Pietro.